# Peter Rundel
Peter Rundel (* 1958 in Friedrichshafen) ist ein deutscher Geiger und Dirigent. 
Peter Rundel studierte bei Igor Ozim und Ramy Shevelov Violine, bei Jack Brimberg Komposition, bei Michael Gielen und Péter Eötvös Dirigieren. In den Jahren 1984 bis 1996 war Rundel Geiger beim Ensemble Modern. Als Geiger führte er Stücke von Luigi Nono, Morton Feldman und John Cage auf.
Seit 1987 ist Peter Rundel international als Dirigent tätig. Schwerpunkt seiner Arbeit ist zeitgenössische Musik. Es verbindet ihn eine langjährige Zusammenarbeit mit dem Ensemble Modern, dem ensemble recherche und dem Klangforum Wien. Neben seiner Tätigkeit als Gastdirigent leitete Rundel das Königlich-Philharmonische Orchester von Flandern, das Ensemble Oriol, die Kammerakademie Potsdam und die Wiener Taschenoper. Rundel dirigierte Musiktheaterproduktionen der Deutschen Oper Berlin, der Bayerischen Staatsoper, der Wiener Festwochen, der Bregenzer Festspiele, der Wiener Volksoper, sowie bei der RuhrTriennale. Er arbeitete dabei mit den Regisseuren Peter Konwitschny, Philippe Arlaud, Joachim Schlömer und Willy Decker zusammen.
Seit 2019 ist Peter Rundel musikalischer Leiter des Taschenopernfestival Salzburg, das biennal unter der künstlerischen Leitung des Regisseurs Thierry Bruehl, veranstaltet von Klang21, zeitgenössische Musiktheaterwerke und Opern uraufführt.  
Bei der szenischen Uraufführung von Karlheinz Stockhausens Sonntag aus Licht aus dem Opernzyklus Licht im Staatenhaus Köln hatte er zusammen mit Kathinka Pasveer die musikalische Leitung.
Rundel ist verheiratet und hat zwei Kinder.

## Auszeichnungen
- 1999 Schneider-Schott-Musikpreis Mainz gemeinsam mit Manfred Reichert als Vertreter des Ensemble 13